# 1955 în informatică
- 1954 în informatică — 1955 în informatică — 1956 în informatică

1955 în informatică a însemnat o serie de evenimente noi notabile: